# Кръстникът 3
„Кръстникът 3“ (на английски: The Godfather: Part III) е американски пълнометражен игрален филм от 1990 г., режисиран и продуциран от Франсис Форд Копола; последна, трета част, от неговата трилогия, базиран на романа „Кръстникът“ на Марио Пузо. Сценарият е дело на Копола и Пузо, като отчасти се основава на шекспировата пиеса „Крал Лир“. В лентата взимат участие редица известни актьори като Ал Пачино, Даян Кийтън, Талия Шайър и Анди Гарсия, както и специални гост-участници: Илай Уолък, Джо Мантеня, Джордж Хамилтън, Бриджит Фонда и София Копола.
Историята се върти отново около престъпната американска фамилия от италиански произход Корлеоне, която се опитва да направи бизнеса си законен. Сюжетът продължава линията от „Кръстникът 2“, започвайки от 1979 г. и свършвайки със смъртта на главния персонаж Майкъл Корлеоне – босът на фамилията. Филмът засяга няколко реални събития: тайнствената смърт на папа Йоан Павел I през 1978 и последвания скандал около ватиканската банка „Амброзиано“.
Копола официално твърди, че „Кръстникът 3“ е епилог към предишните две серии на „Кръстникът“. Лентата е посрещната със смесени чувства от критиката. Номинирата е за седем награди „Оскар“, включително за „най-добър филм“, но не получава нито една.

## Сюжет
Внимание:  Текстът по-долу разкрива сюжета на произведението (или части от него)!
1979 г. На церемония, състояща се в „Старата катедрала на св. Патрик“ в Манхатън, Майкъл Корлеоне е награден от архиепископ Гилдей с почетния орден на св. Севастиан, за своята филантропска дейност. На празненството, по случай наградата, са поканени Кей Адамс, заедно с Антъни и Мери. Синът на Майкъл съобщава на баща си, че остава правния колеж, за да стане оперен певец. „Кръстникът“ е твърдо против, но Кей подкрепя младия мъж. След тях Майкъл се среща с Джоуи Заза и Винсънт Мансини, между които има противоречия. След празненството, вечерта, Винсънт е нападнат от хора на Заза. Той убива хладнокръвно и двамата. Майкъл, въпреки жестокостта му, е впечатлен от лоялността на Винсънт и го взима под своето крило.
Архиепископ Гилдей се обръща за помощ към Корлеоне. Духовното лице се опитва да покрие натрупания от него дефицит във Ватиканската банка. Майкъл се съгласява да инвестира $600 милиона в замяна на 25% от контролния пакет на компанията „Имобилиари“, които са държани от Римокатолическата църквата. Чрез тази сделка бившия мафиотски бос се надява да махне петното от името си. Старите му съдружници, от чието лице говори дон Алтобело, обаче искат да се включат в компанията и те да се изчистят. В Рим възникват проблеми с „Имобилиари“. Сделката трябва да се ратифицира от папа Павел VI, който е тежко болен. В Атлантик Сити, дон Алтобело организира среща на всички фамилии, искащи дял от компанията. Там Майкъл прекратява отношенията със старите си партньори, като им раздава дяловете от казината. Джоуи Заза, за когото няма процент, напуска обиден залата. Дон Антобело последва гангстера, под предлог, че иска го да вразуми. След малко цялата зала е нападната от каратечни изстрели от хеликоптери, дело на Заза, които избиват повечето присъстващи. Майкъл и Винсънт успяват да се измъкнат.
У дома дон Корлеоне получава диабетичен припадък. Винсън започва романтична връзка с Мери. На улично празненство, на което присъства Заза, мафиотският бос е убит от Винсънт. Майкъл не е доволен от това прибързано решение и съветва племенника си да прекрати връзката си с Мери. Болният мъж заминава на почивка в Сицилия, където ще се състои дебюта на оперната сцена на Антъни. Там Майкъл заповядва на Винсън да се присъедини към дон Алтобело. Старият мафиот взима младежа при себе си и го представя на дон Лукези. Майкъл посещава кардинал Ламберто, по съвет на дон Томазиано, за да иска съвет относно проблемите си. Дон Корлеоне се изповядва пред свещеника.
Дон Алтобело посещава Монтелепре, където наема Моска да елиминира Майкъл Корлеоне. Наемният убиец и неговата дясна ръка, преоблечени като свещеници, убиват дон Томазиано, при неговия отказва да ги пусне в селото. Майкъл прекарва един ден с Кей, която пристига за дебюта на Антъни. Той иска прошка от бившата си съпруга, а пред мъртвия Томазино Корлеоне дава обещание към Бога никога повече да не греши. Почива папа Павел VI. Кардинал Ламберто е избран за Йоан Павел I. Заговорниците против ратифицирането на сделката за „Имобилиари“ се втурват да покриват следите си. Винсън предава информация на Майкъл, че зад препятствията със сделката седи главно дон Лукези, който ръководи всичко, включително и опита за неговото покушения. Младият гангстер иска от чичо си заповед за ликвидирането на всички. Майкъл се съгласява при условие, че племенника му прекрати връзката си с Мери. Винсън Корлеоне става новия „Кръстник“.
В Палермо се състои дебюта на Антъни в операта на Маскани „Селска чест“. По време на спектакъла, по заповед на Винсънт, са извършени няколко убийство: Фридрик Канзинг е обесен, така че да изглежда като самоубийство, Гилдей е застрелян от Ал Нери, а Кало наръгва със собствените му очила дон Лукези. Дон Алтобело е издъхва от отровни каноли, направени от Констанца. Въпреки поредицата убийства, Йоан Павел I е отстранен от Гилдей, който слага смъртоносна отрова в чая му. Моска, все още дегизиран като свещеник, не успява да убие Майкъл. След края на операта той стреля към Корлеоне. Група свещеници го хващат. Винсънт застрелва убиеца. Вместо Майкъл, Моска е прострелял Мери и тя умира в ръцете на баща си. 
В напреднала възраст Майкъл седи в градината във вилата на дон Томазино. Съкрушеният мъж си спомня за жените в своя живот: Мери, Аполония и Кей. Около него е само едно малко кученце. Изведнъж дон Корлеоне се сгромолясва от стола, на който седи, и пада мъртъв.

## Персонажи и актьори
- Майкъл Корлеоне (Ал Пачино) – бивш бос на престъпната американска фамилия от италиански произход Корлеоне. Син на Вито и Кармела Корлеоне, брат на Констанца и покойните Сантино и Фредерико, и бивш съпруг на Кей Адамс. Настоящ богат филантроп от Ню Йорк, който управлява фондацията „Вито Корлеоне“. Майкъл се опитва да узакони семейния бизнес и да изчисти името си. Разкайва се дълбоко за своя предишен живот и най-вече за смъртта на Фредерико.

- Винсънт Мансини-Корлеоне (Анди Гарсия) – незаконен син на Сантино Корлеоне и неговата любовница Луси Мансини. Буен и жесток гангстер, но верен и всеотдаен на фамилията. Отначалото работи за Джоуи Заза, но след раздора им е взет под крилото на Майкъл Корлеоне. Винсън взима пребързания решения и е женкар, подобно на баща си. Има любовна връзка със своята братовчедка Мери и жерналистката Грейс Хамилтън. Мансисин наследява Майкъл и става новия дон Корлеоне.

- Дон Алтобело (Илай Уолък) – влиятелен мафиот от Ню Йорк, стар приятел на Вито Корлеоне и кръстник на Констанца. Бивш дон на престъпната фамилия Таталия – конкуренти на Корлеоне. Алтобело е хитър и лицемерен мафиот, който се справя добре със задкулисните игри. Представя се за приятел на Майкъл, но организира неговото покушение.

- Джоуи Заза (Джо Мантеня) – мафиотски бос на бизнеса на семейство Корлеоне в Ню Йорк, действащ под одобрението на Майкъл. Подмолен и лицемерен, неблагодарен към дон Корлеоне и крои задколисни игри зад гърба му. Враг на Винсънт, работил преди за Заза. Медийна знаменитост, който защитава правата на италиано-американците. Изискан и конте.

- Лучио Лукези (Енцо Робути) – италиански политик, председател на борда на „Имобилиари“ – най-голямата компания за недвижими имоти в света. Ключова фигура в подземния свят на Сицилия. Експлоатира Ватиканската банка, заедно с архипископ Гилдей и Фредерик Кензинг. Главна фигура, която ръководи елиминирането на Майкъл. Под негова власт са дон Алтобело и Заза.

- Архиепископ Гилдей (Донал Донъли) – архиепископ на Римокатолическата църква и глава на Ватиканската банка, от ирландски произход. Алчен и подмолен, чиято религиозност и морал са под съмнение. Награждава Майкъл с ордена на „Св. Севастиян“ и го замесва в управлението на „Имобилиари“, заради дефицит в банката. В бизнес отношения с дон Лукези.

- Мери Корлеоне (София Копола) – дъщеря на Майкъл Корлеоне и Кей Адамс и сестра на Антъни Корлеоне. Има любовна афера с братовчеда си Винсънт Мансини, която баща ѝ изобщо не одобрявана.

- Констанца Корлеоне (Талия Шайър) – сестра на Майкъл и дъщеря на Вито и Кармела Корлеоне. Любимата леля на Винсънт. Действа като съветник на брат си и често издава заповеди вместо него.

- Кей Адамс-Корлеоне (Даян Кийтън) – бивша, втора, съпруга на Майкъл Корлеоне и настояща на Дъглас. Майка на Мери и Антъни Корлеоне. Изпитва омраза към Майкъл, но таи и обич към него.

- Антъни Корлеоне (Франк Диамброзио) – син на Майкъл Корлеоне и Кей Адамс и брат на Мари. По настояване на Майкъл учи в правен колеж, но изоставя образованието си заради оперното пеене.

- Моска (Марио Донатоне) – професионален убиец от Монтелепре, Сицилия, нает от дон Алтобело да ликвидира Майкъл.

- Кардинал Ламберто (Раф Валоне) – кардинал, който става папа Йоан Павел I. Изповедник на Майкъл Корлеоне.

- Ал Нери (Ричард Брайт) – бодигард и наемен убиец на Майкъл Корлеоне. Сдържан с каменно лице.

- Би. Джей. Харисън (Джордж Хамилтън) – финансов съветник и адвокат на Майкъл, помагащ за бизнес узаконяването.

- Дон Томазино (Виторио Дюсе) – наставник на Майкъл Корлеоне от периода му на изгнание в Сицилия.

- Фредерик Кензинг (Хелмут Бергер) – швейцарски банкер на Ватикана, който участва в провала на сделката „Имобилиари“.

- Кало (Франко Цити) – солдат на дон Томазино и бъдещ бос. Бивш бодигард на Майкъл Корлеоне.

- Спара (Микеле Русо) – професионален убиец от Сицилия. Дясна ръка на Моска. Участва в покушението на Майкъл.

- Андрю Хейгън (Джон Севидж) – свещеник, син на Том Хейгън. Според думите на Майкъл е „истински вярващ“.

- Антъни „Мравката“ Скуиджилеро (Вито Антуофермо) – безскруполен бодигард на Заза, който не се колебае да убива.

- Доминик Абандандо (Дон Новело) – прес секретар на Майкъл, роднина на Генко Абандандо – първия консилиери на Корлеоне.

- Грейс Хамилтън (Бриджит Фонда) – репортерка, която иска да интервюира Майкъл Корлеоне. Преспива с Винсън Мансини.

- Джони Фонтейн (Ал Мартино) – известен изпълнител на традиционен поп.

- Лу Пенини (Роберто Кучини) – дясната ръка на Винсън Мансини.

- Арманд (Роджерио Миранда) – наемен убиец, един от Близнаците.

- Франческо (Карлос Миранда) – наемен убиец, един от Близнаците.

- Луси Мансини (Джани Линеро) – майка на Винсънт.

- Тереза Хейгън (Тере Ливрано) – съпруга на Том Хейгън и майка на Андрю.

## Алтернативни версии

### „Кръстникът 3: Последна режисьорска версия“ (1991)
Филмът излиза на видео през 1991 г. и Копола му прави нов монтаж, добавяйки девет допълнителни минути с изрязани сцени. Финалното времетраене е 170 минути. До 2020 г. това е единствената версия за домашно видео. Оригиналната киноверсия е пусната през 2022 г. като част от трилогията „Кръстникът“ с 4K качество.

### „Кръстникът, Кода: Смъртта на Майкъл Корлеоне“ (2020)
За 30-ата годишнина, версия с нов монтаж, озаглавена „Кръстникът, Кода: Смъртта на Майкъл Корлеоне“ излиза на 4 декември 2020 г. в ограничен брой киносалони, а на 8 декември е пусната и дигитално. Тази версия включва промени в началото и края, както и разместени сцени и нова музика. Времетраенето е 158 минути.
Копола казва, че версията от 2020 г. е тази, която той и Пузо са имали като оригинална визия и че тя „отстоява“ статуса си в трилогията, както и изпълнението на дъщеря му София. Пачино и Кийтън одобряват новата лента и казват, че е по-добра от киноверсията.